# Cessna 172
O Cessna 172 Skyhawk é um avião americano de quatro lugares, monomotor, asa alta e asas fixas, fabricado pela Cessna Aircraft Company. Voado pela primeira vez em 1955, mais 172s foram construídos do que qualquer outra aeronave.
Medido por sua longevidade e popularidade, o Cessna 172 é a aeronave de maior sucesso na história. A Cessna entregou o primeiro modelo de produção em 1956 e, a partir de 2015, a empresa e seus parceiros haviam construído mais de 44.000 unidades. A aeronave permanece em produção até hoje.
Os principais concorrentes do Skyhawk foram a série Beechcraft Musketeer e Grumman AA-5, o Piper Cherokee e, mais recentemente, o Diamond DA40 e o Cirrus SR20.

## Descrição e Características de Voo

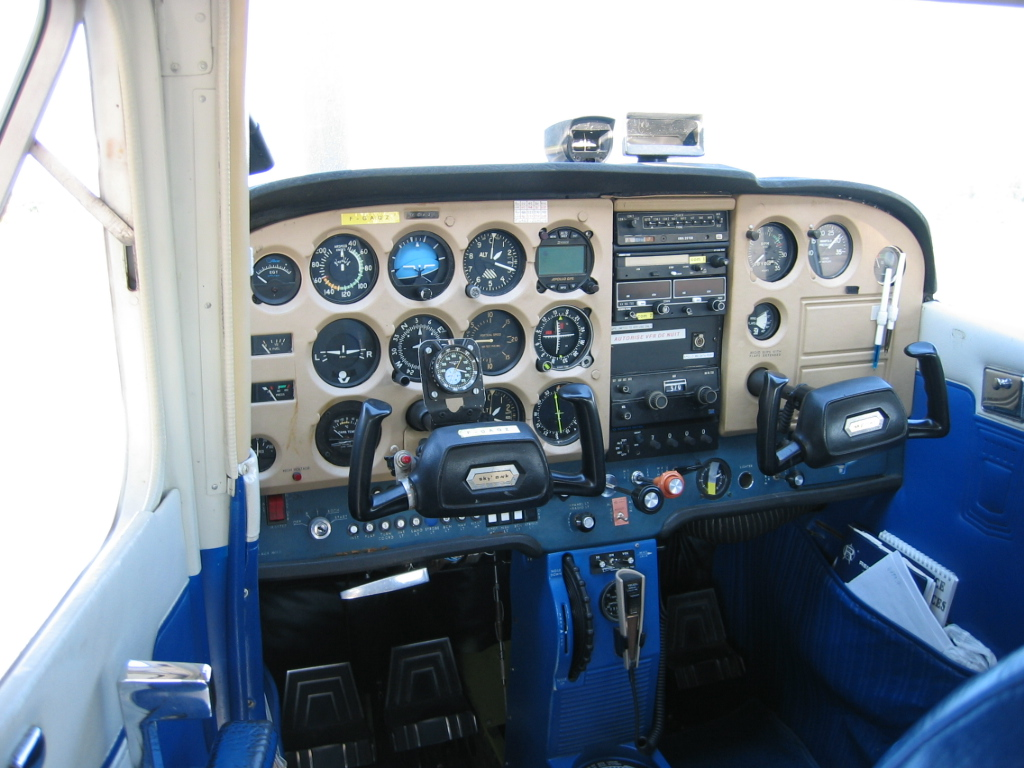
Interior de um Cessna 172.

O Cessna 172 tem reputação de aeronave extemamente fácil de pilotar e robusta. Bastante estável, é apreciada para voo de lazer e viagem. Com baixa carga alar (peso / área das asas) e asas de perfil convencional de alta sustentação, pode operar em pistas curtas e mal preparadas (saibro, cascalho, grama, etc).
Os flaps são do tipo slotted (fenda), e defletem em ângulo de até 40 graus. A atuação dos mesmos é elétrica, com motor instalado na asa direita comandado através de switch no painel.
As asas são do tipo alta semi-cantilever e o trem de pouso é do tipo triciclo, fixo, com amortecedores do tipo lâmina no trem principal e hidráulico no trem do nariz e rodas carenadas.
O design do Cessna 172 transpira simplicidade e praticidade. O alarme de perda de sustentação, que em outras aeronaves é um dispositivo elétrico, neste Cessna é um mecanismo aerodinâmico, um apito no bordo de ataque accionado pela sucção do ar para fora da asa, sucção esta causada pela depressão barometrica no bordo de ataque da asa acontecimento característico da perda de sustentação. As asas altas, por sua vez, abrigam os tanques de combustível. Isto permite a alimentação do motor por gravidade, sem a necessidade de uma bomba de combustível adicional (boost pump ou auxiliary pump) elétrica. Os amortecedores também mostram a simplicidade do design da Cessna. Do tipo lâmina de aço, os amortecedores do trem de pouso principal não possuem nenhum mecanismo hidráulico como em outras aeronaves da mesma categoria, como os monomotores de asa baixa da Piper Aircraft.

## Serviço Americano

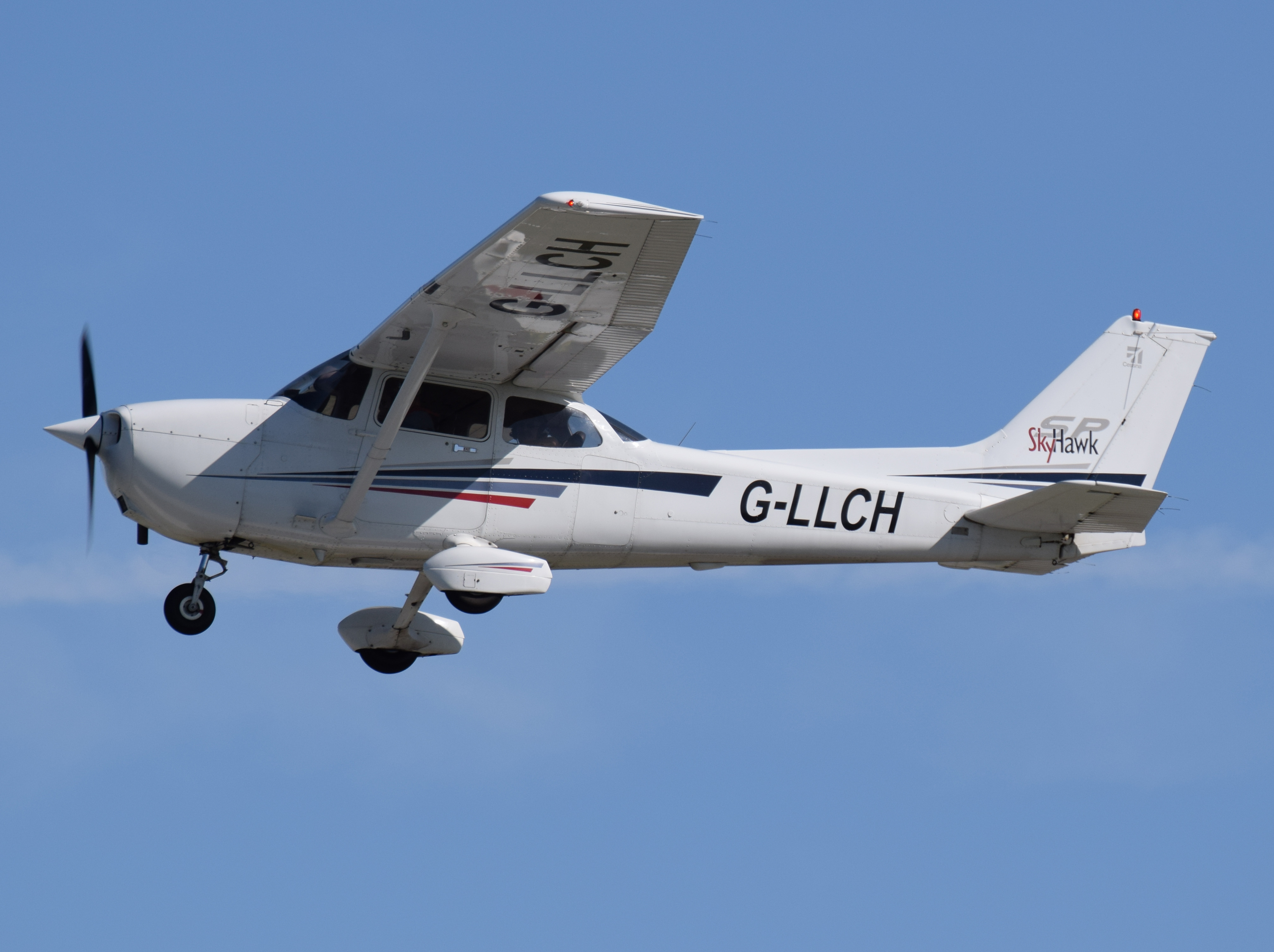
Um Cessna 172S Skyhawk.

A Patrulha de Fronteira Norte Americana opera uma frota que consiste em alguns C-172. Eles são utilizados para patrulha aérea ao longo da fronteira com o México.

## Operadores Militares
- Angola, Bolívia, Chile, Colômbia, República Dominicana, Equador, El Salvador, Grécia, Guatemala, Honduras, Indonésia, Irlanda, Libéria, Nicarágua, Paquistão, Panamá, Peru, Filipinas, Arábia Saudita, Coreia do Sul, Tailândia, Trinidad e Tobago, Turquia, Estados Unidos (Força Aérea, Exército).

## Conteúdo relacionado
Aeronaves da mesma "família":
- C-150
- C-152
- C-170
- C-177
- C-182